# Agonopterix umbellana

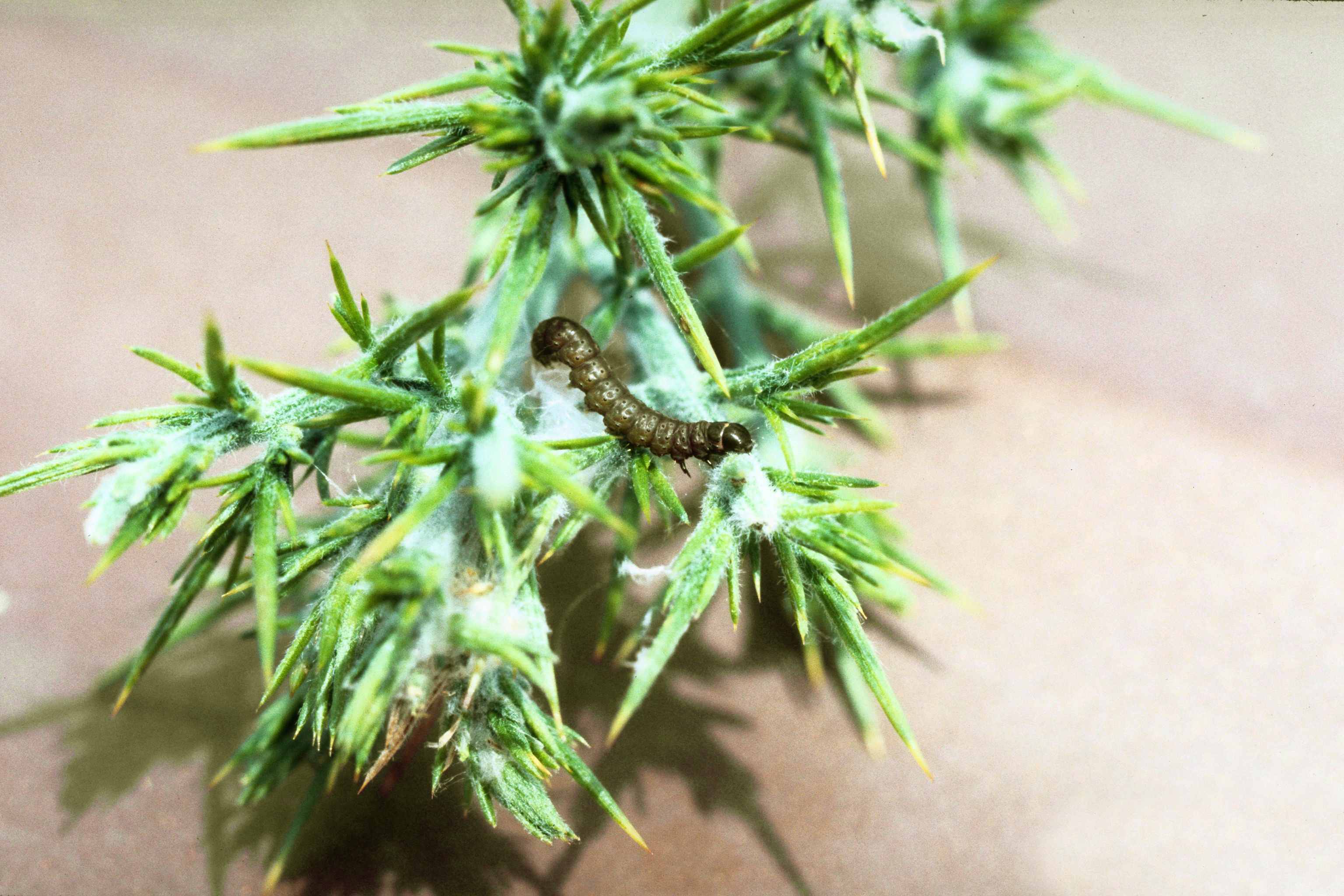
Raupe von Agonopterix umbellana an Stechginster

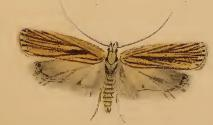
Agonopterix umbellana

Agonopterix umbellana (syn. Agonopterix ulicetella) ist ein Schmetterling aus der Unterfamilie der Flachleibmotten (Depressariinae) innerhalb der Familie der Grasminiermotten (Elachistidae).

## Merkmale
Die Falter erreichen eine Flügelspannweite von 19 bis 24 Millimetern. Die Vorderflügel besitzen eine ockerfarbene helle Grundfärbung und ein dunkelbraunes Linienmuster. Der äußere Flügelrand ist von zwei dunkelbraunen Linien gesäumt. Innerhalb dieser verläuft eine Reihe dunkelbrauner Flecken. Die Flügel werden in Ruhestellung flach und überlappend zusammengelegt.

## Verbreitung
Die Art ist in Europa weit verbreitet. Auf den Britischen Inseln ist die Art ebenfalls vertreten. Zur biologischen Schädlingsbekämpfung der invasiven Stechginsterart Ulex europaeus wurde Agonopterix umbellana 1988 auf Hawaii sowie 1990 in Neuseeland eingeführt.

## Lebensweise
Agonopterix umbellana bildet eine Generation im Jahr, die von August bis Mai fliegt. Die Art überwintert als Imago. Die Raupen entwickeln sich von Ende Mai bis Anfang August an Stängeln von Stechginster (Ulex) und Ginster (Genista). Die Raupen halten sich dabei häufig innerhalb eines tubenförmigen Gespinsts auf. Zu den Futterpflanzen der Schmetterlingsart zählen Genista anglica, Genista pilosa, Ulex europaeus, Ulex gallii und Ulex minor.

## Taxonomie
Der ursprüngliche wissenschaftliche Name der Schmetterlingsart ist Pyralis umbellana Fabricius, 1794.
In der Literatur werden folgende Synonyme und Schreibweisen verwendet:
- Agonopterix lennigiella (Fuchs, 1880)
- Agonopterix prostratella (Constant, 1884)
- Agonopterix ulicetella (Stainton, 1849)
- Agonopterix ulicitella (Stainton, 1849)
- Depressaria ulicetella Stainton, 1849